# レイランド・トラック
レイランド・トラック（Leyland Trucks ）は、トラックの製造を行っているイギリスのメーカー。本拠地はイングランドのランカシャー・サウスリブル・レイランド。

## 歴史
会社の起源は、後に国営企業・ブリティッシュ・レイランド（BL）の一部となったレイランド・モータースである。BLの事業再編後はオースチン・ローバー・グループ（ARG）に属したが、ARGの事業再編によってオランダ・DAF社のトラック部門と合併した。しかし、数年後にはDAFの倒産によって独立企業となり、アメリカのパッカーによる買収・子会社化を経て現在に至っている。
略年表
- 1896年 - ランカシャー・スチーム・モーター・カンパニー（Lancashire Steam Motor Company 、ランカシャー蒸気自動車会社）として創立される。
- 1907年 - 社名をレイランド・モータースに変更する。
- 1968年 - ブリティッシュ・モーター・ホールディングとの合併によりブリティッシュ・レイランド・モーター・コーポレーション（BLMC）となる。
- 1975年 - BLMCが国有化されてブリティッシュ・レイランド（BL）となる。
- 1986年 - BLが社名をローバー・グループに変更する。
- 1987年 - ローバー・グループから旧レイランドが分離され、トラック事業部が「レイランド・トラック」、バス事業がレイランド・バスとなる。分離後、レイランド・トラックはDAFと合併し、オランダの証券取引所にDAFとして上場する。新会社は、英国内ではレイランドDAF（Leyland DAF ）として、そのほかの国ではDAFとして活動する。
- 1993年 - DAFが倒産。マネジメント・バイアウトによって、英国内のトラック事業部はレイランド・トラック、バン事業部はLDVリミテッドとなる。
- 1998年 - アメリカのパッカーに買収され子会社となり、同じくパッカー傘下にあるDAFトラック・フォーデン・トラックの両ブランドのトラック生産を行う。
- 2006年 - パッカーが「フォーデン」ブランドのトラック製造終止を決定し、レイランド・トラックにおける製造が止まる。

## 現在の製造車種
レイランド・トラックで開発・製造されているトラックは、同じパッカー傘下のDAFブランドで市場に売られている。
- DAF・LF：レイランド・トラックが設計・開発・製造したトラック。2002年にInternational Truck of the Year賞を受賞する[1]。
- DAF CF
- DAF XF